# هرم G1-d
الهرم G1-d (المعروف أيضًا باسم "G Id" أو "G1d" أو "GId") هو هرم قمر صناعي داخل مجمع هرم خوفو على هضبة الجيزة.
تم اكتشاف الهرم عام 1992 أثناء العمل على إزالة طريق بحوالي 25 متر (82 قدم) جنوب شرق الركن الجنوبي الشرقي من الهرم الأكبر (G1) وحوالي 7 متر (23 قدم) غرب الأهرامات الفرعية هرم G1-b وهرم G1-c.

## البنية الفوقية
كان طول القاعدة الأصلي للهرم 21.75 متر (71.4 قدم) بارتفاع 13.8 متر (45 قدم). أنشأ جوزيف دورنر متوسط المنحدر ليكون حوالي 51 ° 45 '، وهو مشابه جدًا لمنحدر الهرم الأكبر. هذا يعادل سقد (قياس) من 5 راحة وإصبعين، بنسبة 28 ارتفاعًا إلى 22 شوطًا.

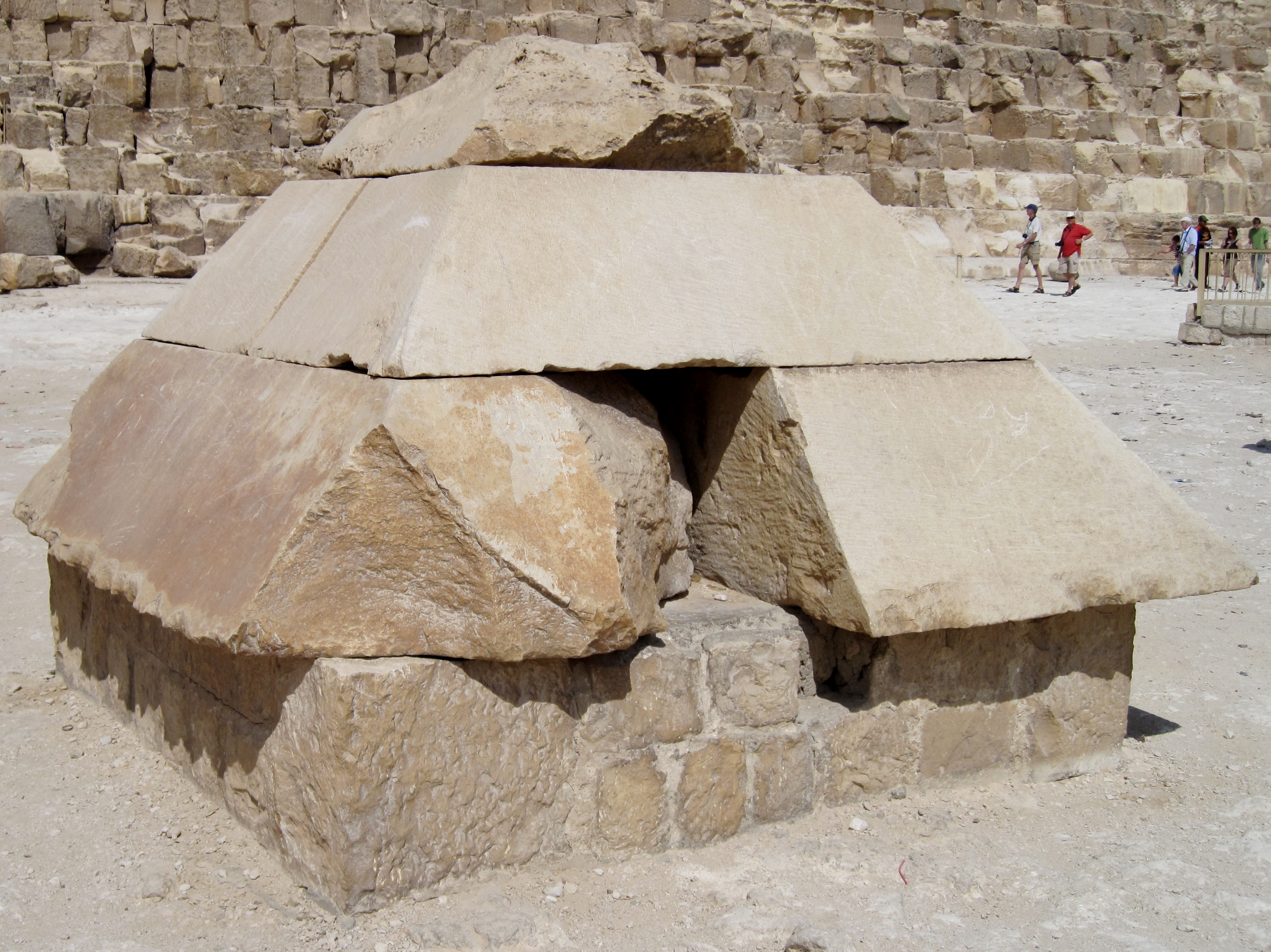
قمة معاد بناؤها من G1-d. الهرم وكتلة واحدة من الدورة الثالثة من الأعلى أصلية.

أحاطت الكتل التي بقيت في الموقع البنية التحتية في شكل حرف U. ينحدر حجر الأساس أسفل منحدرات الهرم نزولاً إلى الشرق والجنوب، ومن ثم تم وضع طبقة من أحجار الأساس لتشكيل قاعدة متساوية.
تم نقش إحدى الكتل الأساسية للجانب الجنوبي بالطلاء الأحمر على السطح الداخلي. يقول التدوين، "imy rsy S3." هذه الكتابة على الجدران، التي تعني «على الجانب الجنوبي الخلفي»، ربما تكون قد أرشدت ناقلي الحجارة إلى مكان وضع الكتلة.
تم العثور على كتل غلاف متعددة خارج الموقع، منتشرة حول الهرم. أحدهما، مائل من ثلاثة جوانب، كان جزءًا من زوج من الكتل التي شكلت ذات مرة الدورة الثالثة من الأعلى. يبلغ 2.7 متر (8.9 قدم) بطول 0.56 متر (1.8 قدم) وجانبه العلوي مجوف لعقد الجانب السفلي المحدب من الحجر (الأحجار) الموضوعة فوقه بشكل أفضل.
ظلت لا حجارة الدورة الثانية من القمة، ولكن في عام 1993 بيراميديون الفعلي اكتشف بالصدفة شمال الهرم مساعده في جملة الدين شعت. وجهه السفلي ذو أوجه، وتشكل أربعة مثلثات هرمًا ضحلًا نحو الأسفل. إنه ثاني أقدم تتويج لهرم تم العثور عليه على الإطلاق، وهو أقدم جزء من هرم سنفرو الأحمر في دهشور.
أعادت الآنسة نيفيان محمد مصطفى بناء الدورات الثلاث الأولى على بعد أربعة أمتار شمال الهرم. تم ترميم أساس وأجزاء المسار الأول للهرم أيضًا بكتل الحجر الجيري المنحوتة حديثًا.

## بنية
تتكون البنية التحتية من ممر مائل من 25 إلى 28 درجة يمتد من الشمال إلى الجنوب. يبدأ 3.75 متر (12.3 قدم) من الخط الأساسي للهرم، مما يشير إلى أن المدخل الأصلي كان يقع إلى حد ما فوق مستوى الأرض على الوجه الشمالي.
هذه الذراعين (1.05 متر (3.4 قدم) ممر عريض بطول 10 أذرع (5.25 متر (17.2 قدم)) حتى تنتهي بغرفة ممتدة من الشرق والغرب. يشكلون معًا هيكلًا على شكل حرف T يطابق أهرامات الأقمار الصناعية بعد خوفو. يشير القطع المميز في حجر الأساس إلى أن الممر كان مسدودًا بأحجار مربعة.
يبلغ قياس الأرضية حوالي 15 في 6.5 ذراعا أو 7.92 متر (26.0 قدم) (من الشرق إلى الغرب) 3.4 متر (11 قدم). تشير آثار قذائف الهاون إلى رصيف مفقود الآن.
لم تكن جدران الغرفة مصقولة أو مصقولة وتميل قليلاً، وتضيق باتجاه السقف الذي لم يعد موجودًا. تشير أربعة ثقوب صغيرة في الطرف الغربي إلى وجود عمودين متقاطعين يمتدان على الجانب الضيق من الغرفة. يخمن حسن أنه ربما كان من الممكن أن يكون الغرض منها إنزال شيء ما أو تغطيته.

## الهدف
الغرض من الهرم قيد المناقشة من قبل العلماء. بعض التفسيرات الممكنة هي أنه من أجل الملك كا، أو أنه يمثل الملك كحاكم من صعيد مصر، أو هو الحال بالنسبة للأحشاء الملك، أو أنها عبارة عن غرفة وهمية لمهرجان سد، أو أنه يحتوي على الطاقة الشمسية وظيفة. زاهي حواس، الذي قاد عملية الكشف عن الهرم، يعتقد أن هرم القمر الصناعي استخدم بشكل رمزي كغرفة تغيير لمهرجان سد.

## روابط خارجية
- اكتشاف القمر الصناعي هرم خوفو
- اكتشاف القمر الصناعي هرم خوفو
- المقال المنقح والكامل عن هرم هرم خوفو، g1d
- أصول الهرم GI-d، جنوب شرق الهرم الأكبر
- كيث هاملتون